# Куахада
Куаха́да (исп. cuajada) — испанский молочный продукт из овечьего молока, разновидность калье. Это блюдо популярно на севере Испании.
Для приготовления куахады овечье молоко нагревают до 40 °C и добавляют смесь ферментов химозина и пепсина. Молоко проходит ферментацию и получает консистенцию йогурта. Иногда молоко нагревают с помощью нагретых камней, и тогда куахада помимо характерного мягкого вкуса овечьего молока приобретает лёгкий копчёный аромат. Куахада подаётся в охлаждённом виде в качестве десерта с мёдом или сахаром.